# 下口智裕
下口 智裕（しもぐち ともひろ、1978年4月27日 - ）は、日本の漫画家である。
石川県出身。血液型はO型。清水栄一とのコンビで『鉄のラインバレル』（キャラクターデザイン・メイン作画を担当）、『ULTRAMAN』（作画を担当）を手がけている。

## 作品

### 連載作品
- 鉄のラインバレル（『チャンピオンRED』）
- ULTRAMAN（『月刊ヒーローズ』）
- ゲッターロボ デヴォリューション -宇宙最後の3分間-（『別冊少年チャンピオン』）
- BATMAN JUSTICE BUSTER（『モーニング』）

### 読切作品
- 天然美少女ロボ ロボ子ちゃん!（原作：石ノ森章太郎）
  - 『鉄のラインバレル』単行本第0巻に併録。

### キャラクターデザイン
- 武装神姫（寅型MMS ティグリース、丑型MMS ウィトゥルース）
- アンチェインブレイズ レクス（ルシアス）
- BORDER BREAK（一部キャラクターデザイン）

## 出演

### Webドラマ
- ウルトラマンオーブ THE ORIGIN SAGA 第7話（2017年2月6日、Amazonプライム・ビデオ） - 特別出演